# Philippe Herzog
Philippe Herzog (ur. 6 marca 1940 w Bruay-la-Buissière) – francuski polityk, ekonomista, eurodeputowany w latach 1989–1999 i 2000–2004 (III, IV i V kadencji).

## Życiorys
Absolwent École polytechnique i szkół ekonomicznych. Został pracownikiem naukowym w Institut national de la statistique et des études économiques. W 1969 zajął się działalnością akademicką, od 1973 do 2003 był profesorem na Université de Paris X. Wchodził w skład różnych rad doradczych zajmujących się sprawami ekonomicznymi.
Wstąpił do Francuskiej Partii Komunistycznej, w 1972 został członkiem jej komitetu centralnego.
W 1989 i 1994 uzyskiwał mandat posła do Parlamentu Europejskiego z ramienia komunistów. W wyborach w 1999 bez powodzenia ubiegał się o reelekcję. Deputowanym V kadencji został jednak w sierpniu 2000. Należał do Konfederacyjnej Grupy Zjednoczonej Lewicy Europejskiej i Nordyckiej Zielonej Lewicy, pracował w Komisji ds. Stosunków Gospodarczych z Zagranicą (od 1998 do 1999 jako jej przewodniczący) oraz w Komisji Gospodarczej i Walutowej (od 2001 do 2004 jako jej wiceprzewodniczący). W PE zasiadał do lipca 2004.
Założył stowarzyszenie Confrontations Europe. W 2010 został doradcą komisarza europejskiego ds. handlu.
Odznaczony Legią Honorową V klasy i Orderem Narodowym Zasługi.